# Turija (Lukavac, BiH)
Turija je naseljeno mjesto u sastavu općine Lukavac, Federacija Bosne i Hercegovine, BiH.

## Geografski položaj
Nalazi se na istočnim obroncima planine Ozren, u dolini rijeke Turije.

## Povijest
Turija se pod ovim imenom spominje još od srednjeg vijeka, te kroz cijeli osmanski period, što svjedoči povijesni kontinuitet organiziranog življenja u ovom naselju. Bila je dio župe, a potom nahije Dramešin. Pregled kuća i stanovnika Turije prema popisu stanovništva iz 1850. godine, te osvrt na rezultate popisa stanovništva 1879., 1885. i 1895. godine. Stara džamija u Turiji jpodignuta je u drugoj polovini 19. stoljeća. Početkom rata u Bosni i Hercegovini, većina stanovništva Turije je u svibnju 1992. godine, napustila svoje domove. Nakon rata došlo je do povratka većine stanovništva, ali je nacionalni sastav promijenjen. Nakon rata broj je stanovnika povećan, i zbog toga što se veliki broj prognanih iz istočne Bosne nastanio u Turiji.

## Stanovništvo
| Turija             |              |              |                |
| godina popisa      | 1991.        | 1981.        | 1971.          |
| Muslimani          | 856 (95,32%) | 855 (93,03%) | 1.005 (93,83%) |
| Srbi               | 9 (1,00%)    | 14 (1,52%)   | 31 (2,89%)     |
| Hrvati             | 2 (0,22%)    | 1 (0,10%)    | 13 (1,21%)     |
| Jugoslaveni        | 8 (0,89%)    | 33 (3,59%)   | 7 (0,65%)      |
| ostali i nepoznato | 23 (2,56%)   | 16 (1,74%)   | 15 (1,40%)     |
| ukupno             | 898          | 919          | 1.071          |

## Sport
U Turiji djeluju dva sportska kolektiva
- FK Napredak iz Turije osnovan 1949. godine.

- Karate klub "Sensei" Turija osnovan 2012. u kojem su ponikli prvaci i prvakinje BiH u karateu  https://karateklubsenseiturija.webs.com

## Poznate osobe
- dr.sc.Mustafa Burgic, profesor
- dr.sc.Dzevad Burgic, profesor
- Nermin Nero Bjelic, glazbenik
- Maida Maja Burgic, novinarka
- dr.sc.Mirsad Kunic, profesor
- Mujo Bjelic, pjesnik
- Akif Tokic, nogometaš
- Elmir Merdanovic, nogometaš